# Thriponea difficilis
Thriponea difficilis är en fjärilsart som beskrevs av Otto Staudinger 1922. Thriponea difficilis ingår i släktet Thriponea och familjen trågspinnare. Inga underarter finns listade i Catalogue of Life.